# Az 1900 óta megszűnt országok listája

## Európa
- Osztrák–Magyar Monarchia
- Belarusz Népköztársaság
- Írország
- Ukrajna
- Szovjetunió
- Csehszlovákia
- Albán Királyság
- Szlovák Köztársaság
- Független Horvát Állam
- Németország szövetséges megszállása
- Lengyel Köztársaság
- Ausztria
- Német Demokratikus Köztársaság
- Nemzetiszocialista Németország
- Saar-vidék
- Montenegrói Királyság
- Szerb-Horvát-Szlovén Királyság
- Jugoszlávia
- Szerbia és Montenegró
- Porosz Királyság
- Nyugat-Németország1

1  Jogilag nem szűnt meg, csak a keleti tartományok csatlakozásával kibővült

## Afrika
- Zaire
- Transkei
- Ciskei
- Bophuthatswana
- Venda
- Lebowa
- Gazankulu
- Qwaqwa
- KwaZulu
- KaNgwane
- Kwandebele

## Ázsia
- Holland Kelet-India
- Mandzsúria
- Ceylon
- Dél-Vietnám
- Dél-Jemen
- Észak-Vietnám

## Közép-Amerika
- Holland Antillák
- Brit Nyugat-India

## Óceánia
- Csendes-óceáni-szigetek Gyámsági Terület